# 애시 (밴드)
애시(Ash)는 북아일랜드의 록 밴드이다. 애시는 1992년 북아일랜드 카운티 다운패트릭에서 보컬 겸 기타리스트 팀 윌러, 베이시스트 마크 해밀턴, 드러머 릭 맥머리가 결성한 록 밴드이다. 3인조로 1994년 미니앨범 Trailer와 1996년 정규앨범 1977을 발매했다. 1996년 발매된 이 앨범은 NME가 선정한 역대 500대 앨범 중 하나로 선정되었다.